# Konstytucja Kirgistanu (2010)
Konstytucja Kirgistanu z 2010 roku (kirg. Кыргыз Республикасынын Конституциясы) – podstawowy akt prawny w kirgiskim systemie prawnym.

## Historia
Obecna konstytucja została przyjęta 27 czerwca 2010 roku w drodze referendum. Wprowadzone zmiany zakładały zmianę systemu rządów z prezydenckiego na parlamentarny. Ograniczone zostały kompetencje prezydenta. Według nowego prawa może on być wybierany jednokrotnie na sześcioletnią kadencję. Mimo ograniczeń nie jest to jednak stanowisko tylko o funkcji reprezentatywnej: m.in. posiada on prawo weta oraz prawo powoływania szefów organów państwowych.
Ustawa zasadnicza zwiększyła liczbę deputowanych Rady Najwyższej z 90 do 120, przy czym jedna partia może wprowadzić maksymalnie 65 osób. Dodatkowo partie polityczne nie mogą być tworzone na religijnych lub etnicznych założeniach. Ich członkami nie mogą być: sędziowie, pracownicy milicji oraz sił zbrojnych.
Dokument ten kładzie szczególny nacisk na ochronę praw człowieka – w szczególności rozdział drugi. Artykuł 16 mówi o równości płci oraz zakazie dyskryminacji. Z kolei artykuł 20 zabrania stosowania tortur oraz kary śmierci.
Zgodnie z artykułem 97 zadanie sądowej kontroli konstytucyjności prawa będzie wypełniać Izba Konstytucyjna Sądu Najwyższego. Zniesiony został Sąd Konstytucyjny.

### Ocena oraz reakcje opinii publicznej
Wśród obywateli nowa konstytucja cieszyła się silnym poparciem: za jej przyjęciem głosowało 90,56% obywateli. Wśród jej przeciwników powstał ruch Движение-93 (Ruch-93). Wzywają oni do bojkotu nowego aktu prawnego oraz powrót do konstytucji z 1993 roku. Uważają również, że okoliczności, w jakich przebiegało referendum (między innymi sytuacja nadzwyczajna na południu kraju oraz obecność niewystarczające ilości międzynarodowych obserwatorów), nie pozwalały na swobodne i powszechne głosowanie, a zaprowadzone zmiany spowodują powstanie nowego kryzysu.
Zdaniem Komisji Weneckiej „projekt konstytucji zasługuje na dużą pochwałę” w szczególności w obszarze praw człowieka, wzmocnienia władzy ustawodawczej, a także rozdziału kompetencji między władzą ustawodawczą, wykonawczą i prezydentem. Z krytyką spotkały się zapisy o rozwiązaniu Sądu Konstytucyjnego oraz skomplikowany system formowania rządu. Rekomendowała także wzmocnienie niezależnego sądownictwa.

### Poprawki z 2016 roku
Latem 2016 roku zostały wniesione do Parlamentu poprawki, w szczególności dotyczące rozszerzenia kompetencji premiera. We wrześniu, w pierwszym czytaniu, Rada Najwyższa zdecydowała o poddanie zaproponowanych zmian pod referendum. Izba Konstytucyjna Sądu Najwyższego uznała zaproponowane zmiany za zgodne z prawem. Za głosowało dziesięciu sędziów, przeciw jeden: Emil Oskonbajew – zwrócił on uwagę, że artykuł 114 obowiązującej ustawy zasadniczej mówi o tym, że niedozwolone jest jej zmienianie do 1 września 2020 roku. Negatywną opinię na temat przekształceń wyraziła również w specjalnym raporcie Komisja Wenecka. Przeciwko przeprowadzaniu głosowania wystąpili również Roza Otunbajewa i Ömürbek Tekebajew.
Referendum zostało przeprowadzone 11 grudnia. Za zmianami zagłosowało 79,59% obywateli. Przebiegało ono przy braku obserwatorów z OBWE.

### Propozycja poprawek
1 kwietnia 2020 roku deputowany partii Respublika-Ata Dżurt Kurmankuł Zułuszew wniósł do Rady Najwyższej projekt ustawy o przeprowadzeniu referendum. Przedmiotem głosowania miałby być wybór systemu rządów między parlamentarnym, a prezydenckim. Miałoby ono odbyć się 4 października 2020 roku. Wcześniej na tę datę planowane były wybory parlamentarne. Pomysł przeprowadzenia głosowania w czasie pandemii skrytykowali m.in.: Ömürbek Tekebajew oraz były toraga Zajnidin Kurmanow. Plany referendum, a także zamiar wzmocnienia władzy prezydenckiej poparł natomiast ówczesny lider partii Ak kałpak Ułukbek Mamatajew.
Referendum zostało przeprowadzone 11 kwietnia 2021 roku. 85,25% wyborców opowiedziało się za przyjęciem nowej ustawy zasadniczej. 